# Corporación Ajax
La Corporación Ajax es una empresa ficticia del universo Disney, asociada al universo de Mickey Mouse. La empresa es similar a la Corporación Acme de las caricaturas de Looney Tunes. Ajax apareció regularmente en los programas relacionados con Mickey Mouse, como Mickey Mouse Works y House of Mouse. 
Una aparición previa de la Corporación Ajax puede ser vista en el cortometraje de Mickey Mouse Los fantasmas solitarios, de 1937. En el cortometraje, Mickey, el Pato Donald y Goofy aparecen trabajando en una oficina con una puerta cuyo cartel dice "Exterminadores de Fantasmas Ajax: Servicio de día y noche".
En otras apariciones de la empresa en cortometrajes, en Frank Duck Brings 'Em Back Alive (1946) Donald trabaja en el Circo Ajax, en Donald's Dream Voice (1948) Donald toma unas Píldoras Para la Voz Ajax, y en The Little House (1952) se muestra una compañía llamada Demoliciones y Mudanzas Ajax. En el episodio del programa Walt Disney's Disneyland "Duck for Hire" (1957), Donald visita la Agencia de Empleo Ajax.
Mientras que la ficticia Corporación Acme fabrica productos de todo tipo y usualmente de mala calidad, los productos Ajax tienden a ser más realistas, como pintura, goma de mascar y lamparitas. Ajax también patrocina un número de servicios utilizados regularmente por los personajes, como los Exterminadores de Fantasmas Ajax, los Cerrajeros Ajax, los Mecánicos Ajax, entre otros. Los servicios son normalmente vistos en Mickey Mouse Works y House of Mouse, normalmente siendo negocios en los que Mickey, Donald y Goofy trabajan.